# Numb
"Numb" er en sang fra Linkin Parks album Meteora. Sangen er skrevet af Linkin Park og indspillet i 2003 i New Orleans, Louisiana. Sangen varer 3 min. og 7 sek..

## Andre versioner
Linkin Park indspillede i 2004 albummet Collision Course sammen med Jay-z, der var forskellige remix af en række kendte numre fra begge parter, hvor Numb indgik sammen med sangen "Encore" i sangen "Numb/Encore".
| Musik | Spire Denne musikartikel er en spire som bør udbygges. Du er velkommen til at hjælpe Wikipedia ved at udvide den. |